# Chérisy
Chérisy är en kommun i departementet Pas-de-Calais i regionen Hauts-de-France i norra Frankrike. Kommunen ligger i kantonen Croisilles som tillhör arrondissementet Arras. År 2022 hade Chérisy 291 invånare.

## Befolkningsutveckling
Antalet invånare i kommunen Chérisy
| Referens: INSEE |